# Paracottus knerii
Paracottus knerii är en fiskart som först beskrevs av Dybowski, 1874.  Paracottus knerii ingår i släktet Paracottus och familjen Cottocomephoridae. Inga underarter finns listade i Catalogue of Life.